# جوزيف إديسون ووكر
جوزيف إديسون ووكر (بالإنجليزية: Joseph Edison Walker)‏ هو شخصية أعمال أمريكي، ولد في 31 مارس 1879 في مقاطعة كوبيا في الولايات المتحدة، وتوفي في 28 يوليو 1958 في ممفيس في الولايات المتحدة.